# Trigonoderus bimaculatus
Trigonoderus bimaculatus är en stekelart som först beskrevs av Christian Gottfried Daniel Nees von Esenbeck 1834.  Trigonoderus bimaculatus ingår i släktet Trigonoderus och familjen puppglanssteklar. Inga underarter finns listade i Catalogue of Life.